# Liverpool (Nowy Jork)
Liverpool – wieś w Stanach Zjednoczonych, w stanie Nowy Jork, w hrabstwie Onondaga.